# ぺんとはうす
ぺんとはうすは、かつて吉本興業に所属していた日本のお笑いコンビ。NSC東京校21期出身。

## メンバー
世良 光治（せら みつはる、1990年11月4日 -（34歳））
ツッコミ担当。
大阪府大阪市出身、創価大学法学部法律学科卒業。身長164 cm、体重55 kg。
趣味はラグビー（中高6年間、大阪の強豪校でレギュラー）、将棋、歴史、野球、ドライブ、ネットショッピング。特技は不動産営業（宅地建物取引士の資格を所持。過去に住友不動産販売にて首都圏1位の営業成績を納めた営業マンとして働いた経験を持ち、現在でも不動産業に従事する「不動産芸人」を自称している）、占い（西洋占星術、不動産占い）、パソコンのタイピング（タイピング検定特級レベル）。
創価大学落語研究会出身で、かつては落研の後輩である山本幸貴（現在は講談師「旭堂南歩」）とコンビ「セラ山本」を組んでいた。
解散後はピン芸人「せらっきょ」として活動。

ヤマト（1990年9月18日 -（34歳））
ボケ担当。
大阪府大阪市出身、大阪産業大学附属高等学校・大阪産業大学卒業。 身長173 cm、体重78 kg。血液型O型。
趣味はサウナ、特技はアメブロ（芸人部門2位）。
スクールJCA22期出身。NSC入学時はマサルコ（現在はピン芸人）とコンビ「ギガスラッシュ!!」として活動。同期による養成所ライブを首席で卒業（当時はツッコミ担当）するも、2017年を以て解散。
カラオケ館でのバイトを10年以上続けており、新任店長がヤマトに対して仕事を聞きに来るほど業務をマスターしている。
火曜ドラマ・恋はつづくよどこまでも（TBSテレビ）の6話に医大生の染谷役として出演。2行のセリフが覚えられず、16回も間違えて佐藤健が笑ってしまい撮影を中断させた。その後に楽屋で上白石萌音から「わざと間違えて笑わしてくれて、ありがとうございます!」とイジってもらい、ヤマトはその日から上白石の大ファンになった。
2021年2月19日、Uber Eatsでの夜勤配達中に赤信号の交差点へ走って突入しかけていた子供と遭遇し、その場に居合わせた男性と共に救出していたことが報道された。
ぺんとはうす解散に伴い引退した。

## 概要
ネタは主に漫才で、世良の優しくたしなめるようなツッコミが特徴。
コンビ名は不動産用語で最上階を意味する「ペントハウス」が由来。2023年11月28日を以て解散を発表。

## 賞レース成績
- M-1グランプリ2019 - 2回戦進出[19]
- M-1グランプリ2020 - 2回戦進出[19]
- M-1グランプリ2021 - 3回戦進出[19]
- M-1グランプリ2022 - 3回戦進出[19]
- 今宮子供えびすマンザイ新人コンクール2023 - 福笑い大賞[20]
- M-1グランプリ2023 - 2回戦進出[19]

## 出演

### テレビ
- 吉村崇、無人島を買う! ドリームチーム結成（長崎国際テレビ制作、日本テレビ系列）世良のみ[21]
- 新shock感（テレビ東京）世良のみ[22]
- 真夜中のおバカ騒ぎ!（2020年9月 - 2021年3月、チバテレ・TOKYO MX）レギュラーMC
- 恋はつづくよどこまでも（TBSテレビ、火曜ドラマ）※6話 医大生染谷役、ヤマトのみ
- ぴったり にちようチャップリン（テレビ東京）[5]

### MV
- 夕闇に誘いし漆黒の天使達「なんでやねん」[23]